# Napoleonaea imperialis
Napoleonaea imperialis är en tvåhjärtbladig växtart som beskrevs av Ambroise Marie François Joseph Palisot de Beauvois. Napoleonaea imperialis ingår i släktet Napoleonaea och familjen Napoleonaceae. Inga underarter finns listade i Catalogue of Life.

## Bildgalleri

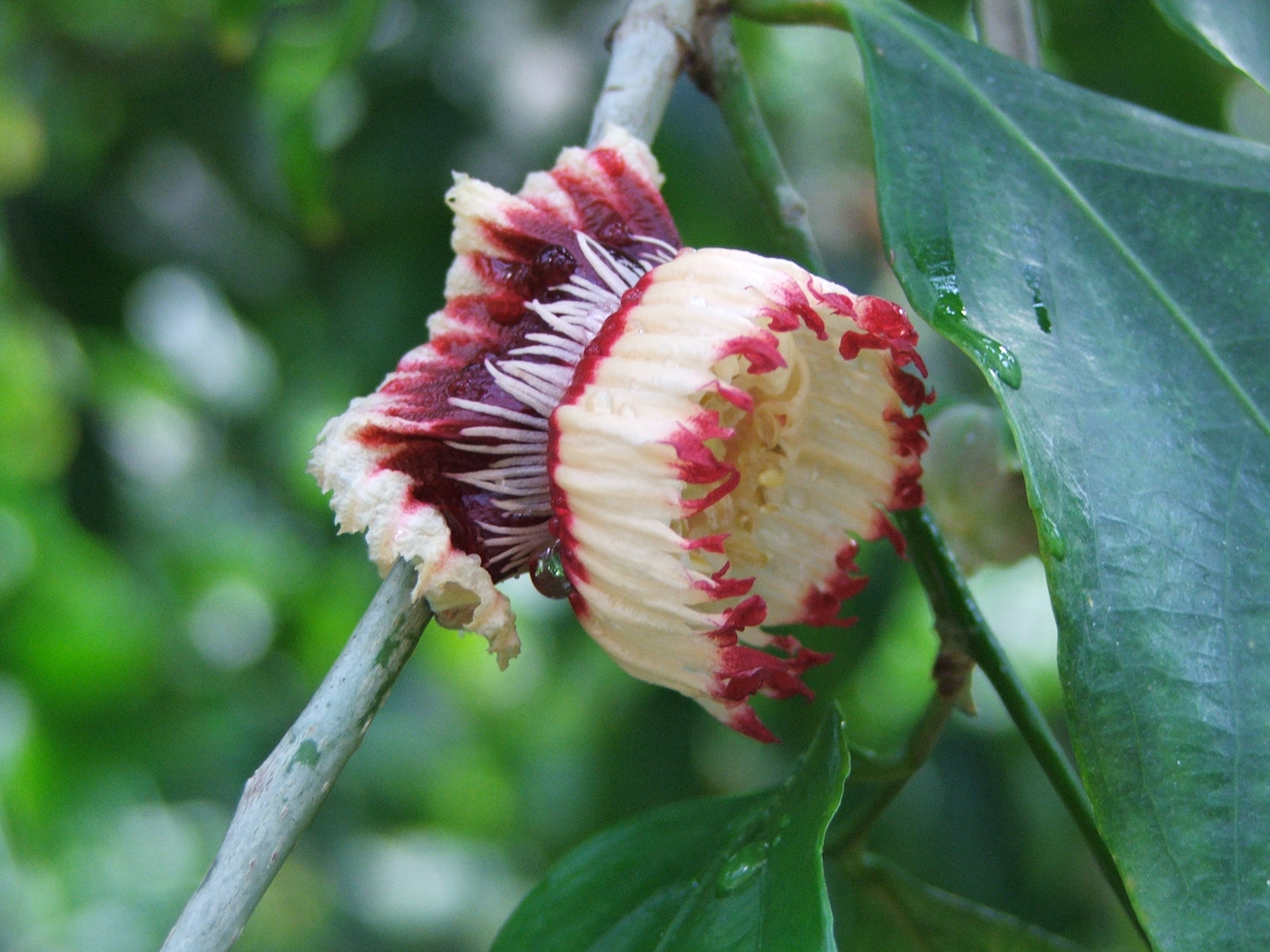
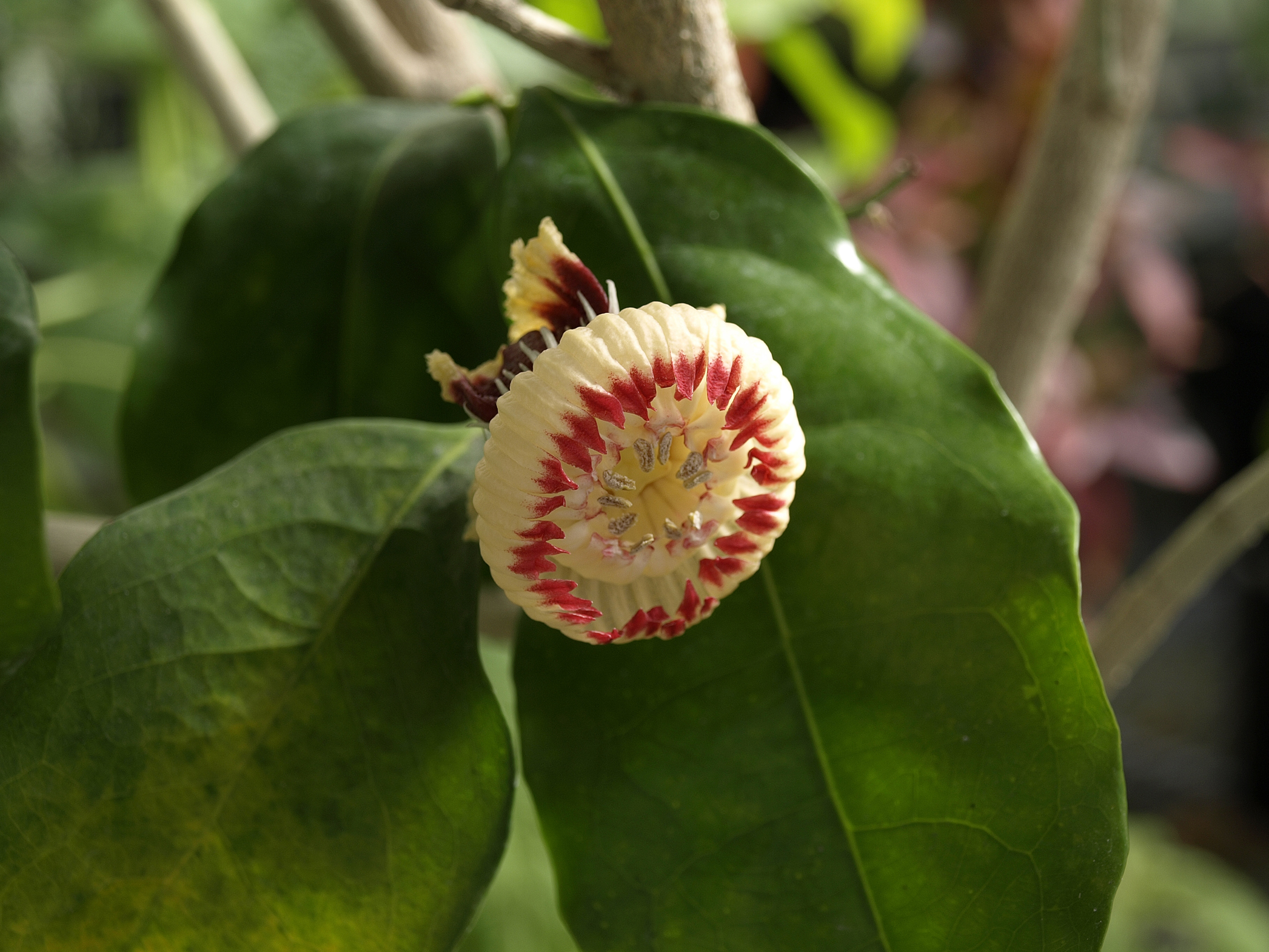
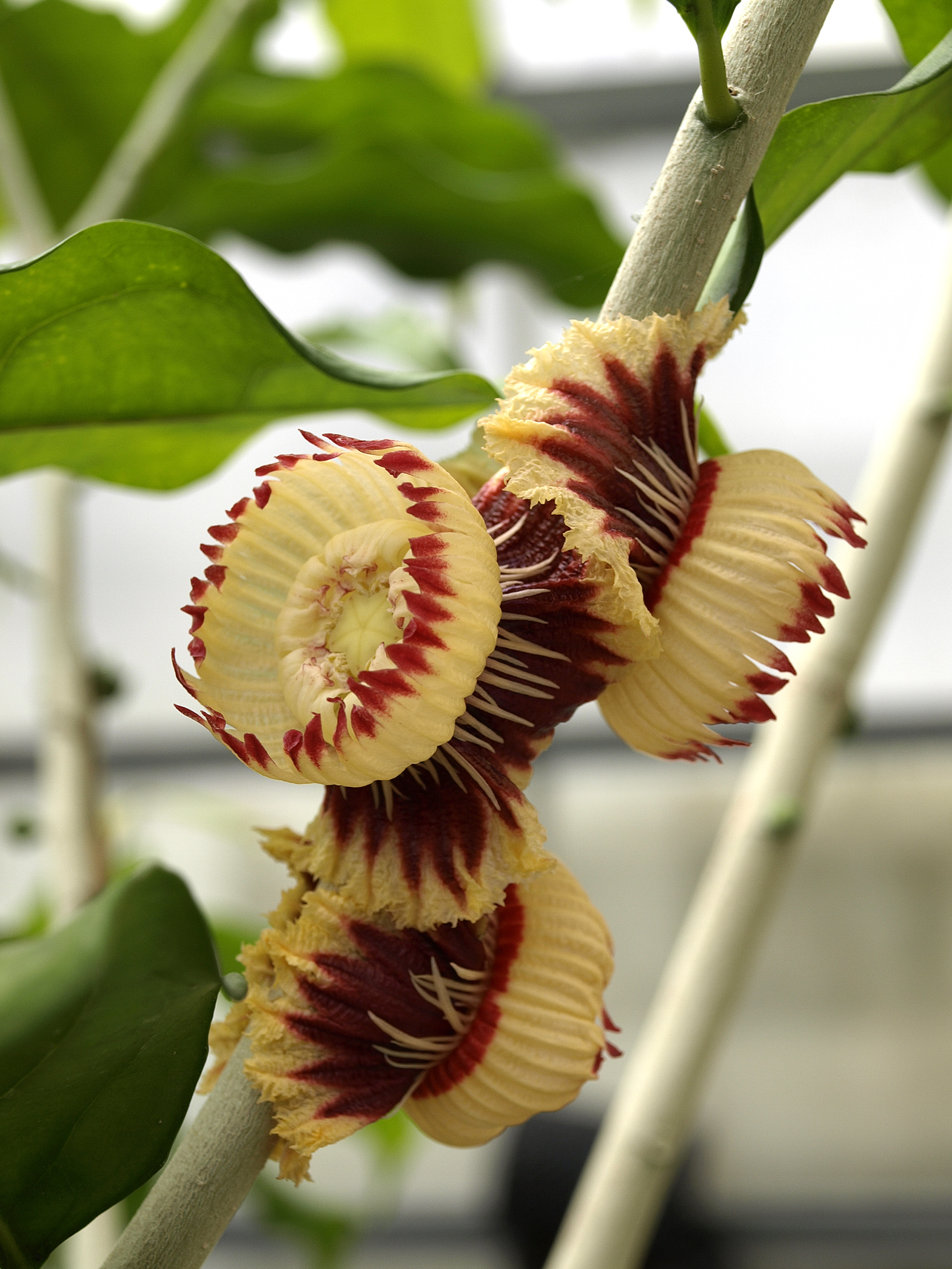
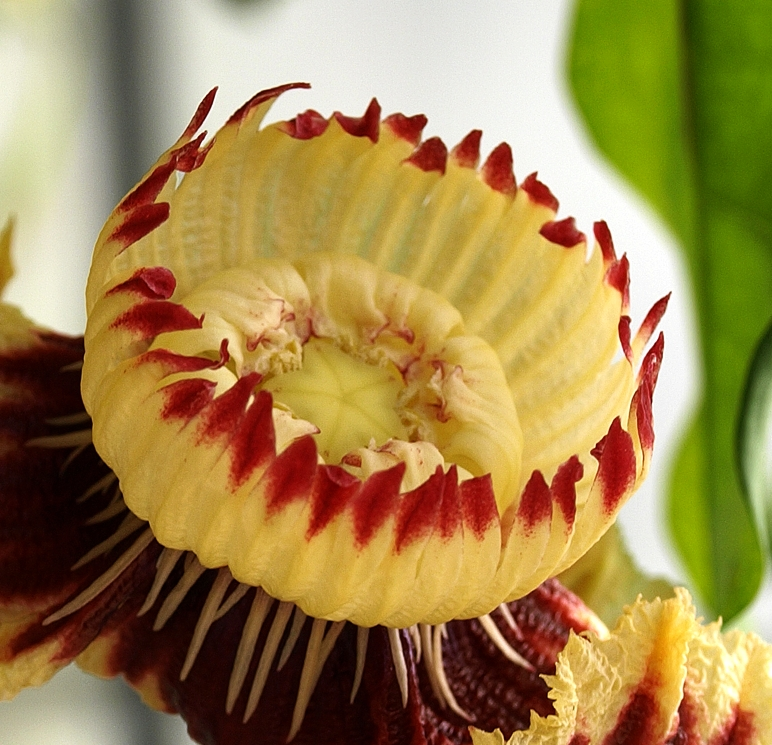